# Llebre de Manxúria
Lepus mandshuricus és una espècie de llebre de la família Leporidae que viu al nord-est de la Xina, a la conca del riu Amur i a Corea del Nord. Els adults pesen aproximadament 2 kg i mesuren 40–48 cm. En comparació amb Lepus coreanus, les potes posteriors són relativament curtes i les orelles relativament petites (7,5–10,4 cm).